# Piliscsév
Piliscsév är en ort i Ungern.   Den ligger i provinsen Komárom-Esztergom, i den nordvästra delen av landet, 26 km nordväst om huvudstaden Budapest. Piliscsév ligger 186 meter över havet och antalet invånare är 2 310.
Terrängen runt Piliscsév är kuperad österut, men västerut är den platt. Runt Piliscsév är det ganska tätbefolkat, med 248 invånare per kvadratkilometer. Närmaste större samhälle är Dorog, 7,7 km nordväst om Piliscsév. I omgivningarna runt Piliscsév växer i huvudsak lövfällande lövskog.